# Rudolf Schweinberger
Rudolf „Rudi“ Schweinberger (* 10. April 1935 in Mayrhofen; † 17. Februar 2008) war ein österreichischer Skisportler.

## Werdegang
Schweinberger zog noch vor Beginn des Zweiten Weltkrieges mit seinen Eltern nach Mühlbach am Hochkönig. Nachdem er die Schule dort abgeschlossen hatte, absolvierte er eine Ausbildung zum Zimmermann. Kurz darauf ging er als Mitarbeiter zur Österreichischen Post. Bereits in jungen Jahren war Schweinberger durch Josef Bradl zum Skilaufen gekommen und experimentierte in verschiedenen Disziplinen. Gemeinsam mit Toni Sailer bestritt er dabei auch alpine Skirennen.
Anfang der 1950er Jahre konzentrierte sich Schweinberger auf die nordischen Skidisziplinen und wurde 1953 Jugend-II-Meister im Skispringen. Im gleichen Jahr gewann er auch in der Junioren-Wertung des Kongsberg Cup. 1954 wiederholte er seinen Junioren-Titel im Skispringen und gewann zudem den in der Nordischen Kombination. Zum Jahresende gab er bei der Vierschanzentournee 1954/55 sein internationales Debüt. Nachdem er dabei jedoch nur zwei Springen bestritten hatte, erreichte er nur Rang 22 der Gesamtwertung.
In die Weltspitze sprang Schweinberger schließlich bei der Vierschanzentournee 1955/56. Nach zwei Top-20-Platzierungen in Oberstdorf und Garmisch-Partenkirchen sprang er mit dem 10. Platz in Innsbruck erstmals unter die besten zehn. Nachdem er mit dem geteilten zweiten Rang in Bischofshofen (zusammen mit Mojmír Stuchlík) sein erstes und einziges Podium der Karriere erreicht hatte, beendete Schweinberger die Tournee auf dem dritten Gesamtrang.
Bei den Olympischen Winterspielen 1956 in Cortina d’Ampezzo erreichte Schweinberger nach Sprüngen auf 74,5 und 75 Meter den 19. Platz.
In den folgenden Jahren gelang es Schweinberger nicht, an seine erfolgreiche Saison 1955/56 anzuknüpfen. So erreichte er bei der Vierschanzentournee 1956/57 mit Platz 15 der Gesamtwertung sein zweitbestes Resultat, jedoch kam er zu keiner Top-10-Platzierung mehr.
Zur Nordischen Skiweltmeisterschaft 1958 in Lahti reiste er als Ersatzmann. Zum Einsatz kam er jedoch nicht. Zum Ende der Saison startete Schweinberger bei der Skiflugwoche in Oberstdorf und sprang dort mit 117 Meter seine persönliche Bestleistung. Zur Saison 1958/59 verpasste er erstmals einen Startplatz bei der Vierschanzentournee. Erst zur Vierschanzentournee 1959/60 kam er zurück in den A-Nationalkader, jedoch blieben Erfolge aus, so dass er nach zwei schwachen Jahren 1961 seine aktive Skisprungkarriere beendete.
Nach dem Ende ließ er sich mit seiner Frau Leopoldine und seinen vier Kindern in Bad Hofgastein nieder und lebte dort bis zu seinem Tod 2008. Sein Sohn Erich Schweinberger startete ebenfalls als Skispringer, kam aber über den B-Nationalkader nicht hinaus.

## Erfolge

### Vierschanzentournee-Platzierungen
| Saison  | Platz | Punkte |
| ------- | ----- | ------ |
| 1954/55 | 22.   | 369,5  |
| 1955/56 | 03.   | 818,5  |
| 1956/57 | 15.   | 769,9  |
| 1957/58 | 57.   | 194,5  |
| 1959/60 | 17.   | 781,1  |
| 1961/62 | 65.   | 276,8  |